# Pavel Jindra
Pavel Jindra (* 4. ledna 1944) je bývalý československý atlet, který se specializoval na skok o tyči.
Závodil za RH Praha. V mládežnických kategoriích byl hodně všestranný, v žácích chvíli držel československý rekord na 60 metrů překážek a často vyhrával Přebory Prahy. Ve starších žácích se začal specializovat na skok o tyči a v juniorské kategorii si udělal osobní rekord 4,82 m a patřil mezi nejlepší juniory na světě. V Československu ho porážel jenom Rudolf Tomášek, se kterým reprezentoval Československo na 16 mezistátních utkáních. Dalšího úspěchu dosáhl v roce 1964, kdy se stal ve skoku o tyči mistrem sportu. V roce 1966 se zúčastnil Mistrovství Evropy v Budapešti, kde byl vyřazen v kvalifikaci. V roce 1967 se zúčastnil 2. Evropských halových her, které se konaly v Praze a ve finále skoku o tyči obsadil 13. místo. V roce 1968 vyhrál výkonem 4,70 m Mistrovství Československa. Jeho největším úspěchem byla splněná nominace na Olympijské hry do Tokia, které se konaly v roce 1964, na které ale nejel, protože si při tréninku zlomil ruku. Ve světovém žebříčku držel v roce 1965 33. místo.